# Aureli Serda-Teodorski

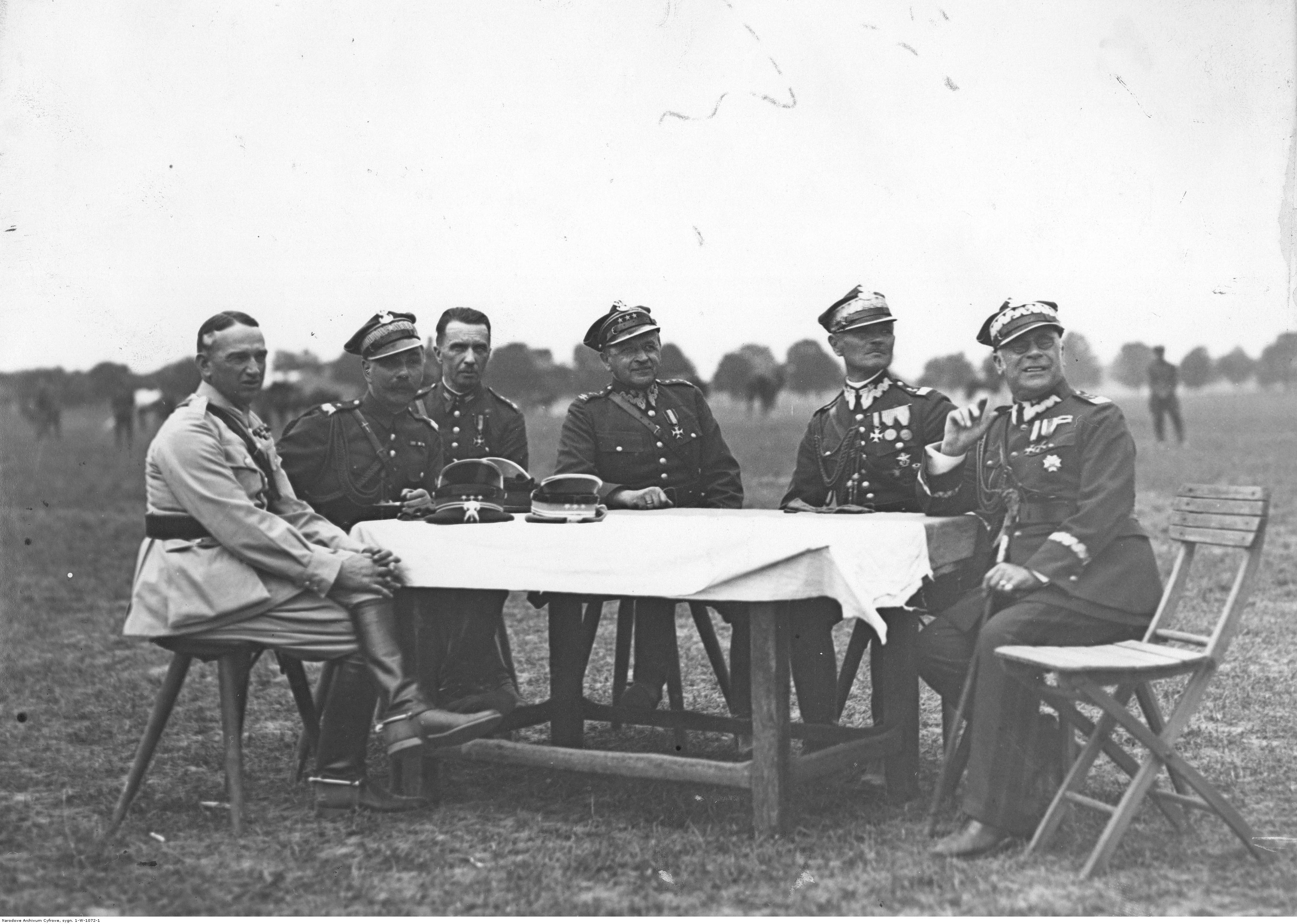
Zawody jeździeckie o mistrzostwo DOK VII w Poznaniu 1929 – stolik sędziowski – gen. Aureli Serda-Teodorski 1. z prawej.

Aureli Marek Serda-Teodorski (ur. 25 kwietnia 1860 w Tarnowie, zm. 27 czerwca 1942 w Zagrzebiu) – generał dywizji Wojska Polskiego, kawaler Orderu Virtuti Militari.

## Życiorys
Aureli Marek Serda urodził się 25 kwietnia 1860 w Tarnowie, w rodzinie Teodora (zm. 1867) i Aurelii z Kozdrańskich. Miał siostrę Irenę. Ukończył I c.k. gimnazjum w Tarnowie i zdał maturę w 1879. Studiował prawo na uniwersytetach w Wiedniu i Krakowie. 
W 1881 odbył obowiązkową służbę wojskową w cesarskiej i królewskiej Armii, w charakterze jednorocznego ochotnika. Na stopień porucznika rezerwy został mianowany ze starszeństwem z 1 listopada 1882 w korpusie oficerów kawalerii. Został przydzielony w rezerwie do Galicyjskiego Pułku Ułanów Nr 1 w Krakowie. W 1883 został przemianowany na oficera zawodowego i wcielony do Galicyjskiego Pułku Ułanów Nr 3 w Łańcucie. Później przyznano mu starszeństwo w stopniu porucznika z 1 listopada 1884. Na stopień nadporucznika został mianowany ze starszeństwem z 1 maja 1889. W 1890 został przydzielony z macierzystego pułku do Komendy 11 Korpusu we Lwowie na stanowisko adiutanta osobistego zastępcy komendanta korpusu i generała komenderującego FML Antona von Bechtolsheim. W 1894 wrócił do pułku w Łańcucie, w którym awansował na rotmistrza 2. klasy ze starszeństwem z 1 listopada 1895. Cztery lata później awansował na rotmistrza 1. klasy z tym samym starszeństwem 1 listopada 1885. Na stopień majora został mianowany ze starszeństwem z 1 maja 1909. W tym samym roku został przeniesiony do Czeskiego Pułku Dragonów Nr 1 w Moście (niem. Brüx) na stanowisko komendanta 1. dywizjonu w Terezinie (niem. Theresienstadt) (od 1910 w Moście). Na tym stanowisku został mianowany podpułkownikiem ze starszeństwem z 1 listopada 1912.
W czasie I wojny światowej jako dowódca dywizjonu pułku dragonów walczył na terenach Polski. Pułkownik z 1914. 31 lipca 1916 otrzymał nobilitację z przydomkiem Teodorski, a dyplom dopiero 7 lutego 1917. W 1918 dowódca brygady kawalerii na froncie włoskim.
Od stycznia 1919 w Wojsku Polskim. Styczeń – luty 1919 dowódca rezerw Armii Wschód w walkach o Lwów, pełniący obowiązki dowódcy Grupy Operacyjnej gen. Lucjana Żeligowskiego. 28 maja 1919 roku został przeniesiony do Armii gen. Hallera. Czerwiec – wrzesień 1919 zastępca dowódcy 3 Dywizji Strzelców Polskich. Wrzesień 1919 – 1920 szef Misji Wojskowej przy rządzie Ukrainy, generał do zleceń specjalnych Naczelnego Wodza. 29 maja 1920 został zatwierdzony z dniem 1 kwietnia 1920 w stopniu pułkownika, w kawalerii, w grupie oficerów byłej armii austriacko-węgierskiej. 1920 – marzec 1921 zastępca Generalnego Inspektora Jazdy, marzec – maj 1921 zastępca dowódcy Okręgu Generalnego „Poznań” i kierownik kursów dla wyższych dowódców.
Z dniem 1 kwietnia 1921 przeniesiony został w stan spoczynku w stopniu tytularnego generała podporucznika. 31 maja 1921 Naczelnik Państwa i Naczelny Wódz mianował go rzeczywistym generałem podporucznikiem z równoczesnym przyznaniem tytułu generała porucznika. Pomimo ogłoszenia decyzji o przeniesieniu w stan spoczynku pozostawiony został w służbie czynnej na dotychczasowym stanowisku. 22 września 1922 Naczelnik Państwa i Naczelny Wódz mianował go z dniem 1 września 1922 komendantem Wyższej Szkoły Wojennej w Warszawie. Zajmował się sprawami porządkowymi i gospodarczymi. O zagadnieniach naukowych decydowała kadra z armii francuskiej z pułkownikiem Louisem Faury'm na czele. 26 października 1923 zatwierdzony został w stopniu tytularnego generała dywizji ze starszeństwem z dniem 1 czerwca 1919. 21 października 1925 Prezydent RP zwolnił go ze stanowiska komendanta WSWoj., a 31 października tego roku mianował go rzeczywistym generałem dywizji.
Od 30 maja 1893 był ożeniony z Chorwatką Petronelą de Sladović (zm. 1932), z którą miał dwie córki: Beatę (ur. 1898), żonę jugosłowiańskiego generała Murkowica, Teodorę (ur. 1899), nauczycielkę muzyki oraz syna Józefa (1900–1918), aspiranta marynarki wojennej Austro-Węgier, który zginął na Adriatyku na storpedowanym okręcie „Szent Istvan”.
Po zwolnieniu z czynnej służby wyemigrował w 1936 na stałe do Jugosławii i zamieszkał w Rijece.

## Ordery i odznaczenia
- Krzyż Srebrny Orderu Wojskowego Virtuti Militari nr 2853 – 10 sierpnia 1922[29][30]
- Krzyż Komandorski Orderu Odrodzenia Polski[25]
- Krzyż Walecznych czterokrotnie[30] (po raz pierwszy 1921[31])
- Medal Dziesięciolecia Odzyskanej Niepodległości[27]
- Odznaka pamiątkowa „Orlęta”
- Krzyż Wielki Orderu Korony Rumunii[30]
- Wielki Oficer Orderu Korony Jugosłowiańskiej (Jugosławia)[25].
- Komandor Orderu Legii Honorowej[30]
- Komandor Orderu Orła Białego (Jugosławia)[25][27]
- Krzyż Kawalerski Orderu Korony Dębowej[30]
- Order Korony Żelaznej 3. klasy z mieczami i dekoracją wojenną[32]
- Krzyż Zasługi Wojskowej 3. klasy z mieczami i dekoracją wojenną[32]
- Krzyż Zasługi Wojskowej 3. klasy – 1905[33]
- Brązowy Medal Zasługi Wojskowej z mieczami na wstążce Krzyża Zasługi Wojskowej[32]
- Krzyż Wojskowy Karola[32]
- Krzyż za 25-letnią służbę wojskową dla oficerów – 1906[34]
- Medal Jubileuszowy Wojskowy[32]
- Order Zasługi Wojskowej II klasy z mieczami (Bawaria)[27]
- Krzyż Żelazny II klasy (Prusy)[27]